# Stăuceni (Chișinău)
Stăuceni è una citta della Moldavia appartenente al Municipio di Chișinău di 6.833 abitanti al censimento del 2004

## Località
Il citta è formato dall'insieme delle seguenti località (popolazione 2004):
- Stăuceni (6.204 abitanti)
- Goianul Nou (629 abitanti)